# Festival di Sanremo 2021
Il settantunesimo Festival di Sanremo si è svolto al teatro Ariston di Sanremo dal 2 al 6 marzo 2021 con la conduzione, per il secondo anno consecutivo, di Amadeus, il quale è stato anche il direttore artistico; nel corso delle serate è stato affiancato da Fiorello, già presente nell'edizione precedente, e da cinque co-conduttrici: Matilda De Angelis nella prima serata, Elodie nella seconda, Vittoria Ceretti nella terza e Barbara Palombelli e Beatrice Venezi nella quarta. Zlatan Ibrahimović e Achille Lauro sono stati gli ospiti fissi della manifestazione; quest'ultimo in particolare ha proposto, nel corso delle varie serate, esibizioni a tema definite da Amadeus «quadri audiovisivi». Per il secondo anno consecutivo la direzione musicale è stata affidata a Leonardo de Amicis, il quale ha anche diretto l'orchestra, mentre la regia è stata curata ancora una volta a Stefano Vicario. La scenografia è stata disegnata da Gaetano Castelli e Maria Chiara Castelli. Le coreografie sono state curate da Franco Miseria.
Vi hanno partecipato 34 artisti con altrettanti brani suddivisi in due sezioni: Campioni (composta da 26 cantanti noti) e Nuove proposte (composta da 8 giovani cantanti emergenti).
L'edizione è stata vinta dai Måneskin con il brano Zitti e buoni per la sezione Campioni e da Gaudiano con la canzone Polvere da sparo per la sezione Nuove Proposte. Il Premio della Critica "Mia Martini" è andato a Mai dire mai (la locura) di Willie Peyote per la sezione Campioni e Lezioni di volo di Wrongonyou per la sezione Nuove proposte.
La vittoria al Festival di Sanremo ha permesso ai Måneskin di rappresentare l'Italia all'Eurovision Song Contest 2021 tenutosi a Rotterdam, nei Paesi Bassi, risultandone vincitori e riportando la vittoria della kermesse canora europea in Italia a distanza di trentun'anni.
Tale edizione si è svolta nel pieno della pandemia di COVID-19. Per questo motivo, dopo 16 anni, la manifestazione si è tenuta interamente nel mese di marzo; inoltre, per la prima e unica volta nella sua storia, l'evento si è svolto senza pubblico in sala a causa delle misure di contenimento e prevenzione di contagio.

## Conduzione
Sin dai primi giorni che hanno succeduto il Festival di Sanremo 2020 il presentatore televisivo Amadeus non ha escluso la possibilità di una seconda conduzione della kermesse canora, mentre il comico Fiorello inizialmente non si è dimostrato intenzionato a ripetere l’esperienza. Il 19 aprile, durante un collegamento avvenuto nel corso del programma Domenica In, il conduttore ha implicitamente suggerito il suo coinvolgimento nell’edizione ventura. Infine, il 16 luglio il direttore di Rai 1 Stefano Coletta, in occasione della conferenza stampa per la presentazione dei palinsesti della stagione autunnale dell’azienda, ha ufficialmente confermato la conduzione di Amadeus e la presenza di Fiorello.
Il 28 dicembre, durante la presentazione del programma L’anno che verrà, Amadeus ha annunciato la presenza di Elodie in veste di co-conduttrice per una sera. Il 23 gennaio e il 19 e il 22 febbraio 2021 sono state rispettivamente annunciate in qualità di co-conduttrici l’attrice Matilda De Angelis, la giornalista e presentatrice Barbara Palombelli e la modella Vittoria Ceretti. Il nome della quinta e ultima co-conduttrice, la direttrice d’orchestra Beatrice Venezi, è stato reso noto il 5 marzo 2021. La supermodella Naomi Campbell, inizialmente confermata come co-conduttrice della prima serata, non ha potuto prendere parte alla kermesse a causa delle restrizioni per il contenimento della pandemia imposte negli Stati Uniti.

## Direzione artistica e autori
In occasione della sopracitata conferenza stampa del 16 luglio, Stefano Coletta ha confermato il ruolo di Amadeus come direttore artistico del Festival. La direzione musicale invece è stata affidata per il secondo anno consecutivo al direttore d'orchestra Leonardo de Amicis. Il conduttore ha presieduto la commissione musicale composta da Gianmarco Mazzi, Lucio Presta, Claudio Fasulo, Massimo Martelli e Leonardo de Amicis, la quale ha avuto il compito di selezionare i brani delle Nuove proposte.
Gli autori del Festival sono Paolo Biamonte, Barbara Cappi, Martino Clericetti, Ludovico Gullifa, Massimo Martelli e Sergio Rubino. Gli autori di Fiorello sono Francesco Bozzi, Pigi Montebelli e Federico Taddia.

## Partecipanti e classifiche finali

### SezioneCampioni
Le canzoni sono state scelte e/o gli artisti sono stati invitati dal direttore artistico Amadeus, il quale si è potuto avvalere della consulenza della commissione musicale.
I 26 artisti in gara nella sezione Campioni sono stati presentati da Amadeus il 17 dicembre 2020 durante Sanremo Giovani 2020, programma televisivo trasmesso in diretta su Rai 1 dal Teatro del Casinò di Sanremo; inoltre, durante la medesima serata, sono stati annunciati anche i titoli delle 26 canzoni in gara.
| Pos. | Interprete                     | Brano                       | Autori                                                                                 | Ultima partecipazione |
| ---- | ------------------------------ | --------------------------- | -------------------------------------------------------------------------------------- | --------------------- |
| 1º   | Måneskin                       | Zitti e buoni               | D. David, T. Raggi, V. De Angelis, E. Torchio                                          | Esordio               |
| 2º   | Francesca Michielin e Fedez    | Chiamami per nome           | F. Michielin, Fedez, J. D'Amico, A. Mahmoud, A. Raina, D. Simonetta                    | 2016, Esordio         |
| 3º   | Ermal Meta                     | Un milione di cose da dirti | E. Meta, R. Cardelli                                                                   | 2018                  |
| 4º   | Colapesce Dimartino            | Musica leggerissima         | Colapesce, Dimartino                                                                   | Esordio               |
| 5º   | Irama                          | La genesi del tuo colore    | Irama, Dardust, G. Nenna                                                               | 2019                  |
| 6º   | Willie Peyote                  | Mai dire mai (la locura)    | W. Peyote, C. Cavalieri D'Oro, D. Bestonzo, G. Petrelli                                | Esordio               |
| 7º   | Annalisa                       | Dieci                       | Annalisa, D. Simonetta, P. Antonacci, J. D'Amico                                       | 2018                  |
| 8º   | Madame                         | Voce                        | Madame, Dardust, E. Botta                                                              | Esordio               |
| 9º   | Orietta Berti                  | Quando ti sei innamorato    | F. Boccia, C. Esposito, M. Rettani                                                     | 1992                  |
| 10º  | Arisa                          | Potevi fare di più          | G. D'Alessio                                                                           | 2019                  |
| 11º  | La Rappresentante di Lista     | Amare                       | V. Lucchesi, D. Mangiaracina, Dardust, R. Cammarata                                    | Esordio               |
| 12º  | Extraliscio con Davide Toffolo | Bianca luce nera            | M. Mariani, Pacifico, E. Sgarbi                                                        | Esordio               |
| 13º  | Lo Stato Sociale               | Combat pop                  | A. Cazzola, F. Draicchio, J. Ettorre, L. Guenzi, A. Guidetti, E. Roberto, M. Romagnoli | 2018                  |
| 14º  | Noemi                          | Glicine                     | Tattroli, G. Lubrano, D. Faini, F. Fugazza                                             | 2018                  |
| 15º  | Malika Ayane                   | Ti piaci così               | M. Ayane, Pacifico, A. Flora, R. Rampino                                               | 2015                  |
| 16º  | Fulminacci                     | Santa Marinella             | Fulminacci                                                                             | Esordio               |
| 17º  | Max Gazzè                      | Il farmacista               | F. Gazzè, M. Gazzè, F. De Benedittis                                                   | 2018                  |
| 18º  | Fasma                          | Parlami                     | Fasma, L. Zammarano                                                                    | 2020                  |
| 19º  | Gaia                           | Cuore amaro                 | Gaia, J. Ettorre, G. Spedicato, D. Dezi                                                | Esordio               |
| 20º  | Coma_Cose                      | Fiamme negli occhi          | F. Zanardelli, F. Mesiano, F. Dalè, C. Frigerio                                        | Esordio               |
| 21º  | Ghemon                         | Momento perfetto            | Ghemon, S. Privitera, G. Seccia, D. Raciti                                             | 2019                  |
| 22º  | Francesco Renga                | Quando trovo te             | F. Renga, R. Casalino, D. Faini                                                        | 2019                  |
| 23º  | Gio Evan                       | Arnica                      | G. Evan, F. Catitti                                                                    | Esordio               |
| 24º  | Bugo                           | E invece sì                 | Bugo, A. Bonomo, S. Bertolotti                                                         | 2020                  |
| 25º  | Aiello                         | Ora                         | Aiello                                                                                 | Esordio               |
| 26º  | Random                         | Torno a te                  | Random, Zenit                                                                          | Esordio               |

### SezioneNuove proposte
6 delle 8 Nuove proposte sono state scelte attraverso Sanremo Giovani 2020, un'apposita selezione suddivisa in diverse fasi. Nella prima i candidati hanno dovuto proporre i loro brani attraverso le rispettive case/etichette discografiche, i quali sono stati ascoltati e valutati dalla commissione musicale. Complessivamente, le richieste di partecipazione ammesse sono state 961. Per la seconda fase, la commissione musicale ha selezionato 60 candidati e li ha convocati per le audizioni dal vivo a porte chiuse tenutesi a Roma il 19 e 20 ottobre 2020. Come da regolamento, ai 60 candidati si è aggiunto di diritto il vincitore del Festival di Castrocaro 2020, il gruppo Watt. In seguito, la commissione ha reso noti i nomi dei 20 artisti che hanno avuto accesso alle cinque "semifinali", le quali si sono svolte all'interno del programma AmaSanremo in onda su Rai 1 il 29 ottobre e il 5, 12, 19 e 26 novembre. I 10 finalisti, selezionati con il sistema di voto misto televoto (34%), commissione musicale (33%) e Giuria Televisiva (33%), hanno preso parte a Sanremo Giovani 2020; durante la finale, il medesimo sistema ha selezionato i 6 vincitori, ovvero Avincola, Davide Shorty, Folcast, Gaudiano, Wrongonyou e Greta Zuccoli.
Gli altri due artisti provengono dal concorso parallelo Area Sanremo TIM 2020. La commissione artistica, composta dal presidente Vittorio De Scalzi, Gianmaurizio Foderaro, Rossana Casale, Erica Mou e G-Max, ha esaminato le 600 proposte pervenute tramite audizioni a porte chiuse nei tre weekend tra il 24 ottobre e l'8 novembre. I 61 finalisti si sono nuovamente esibiti di fronte alla commissione nel corso della finale tenutasi il 21 e 22 novembre, al termine della quale sono stati annunciati gli 8 vincitori: Luca D'Arbenzio, Dellai, Aurora Fadel, Elena Faggi, Guasto, Federica Marinari, Francesca Miola e Mirall. Il 16 dicembre gli 8 artisti si sono esibiti un'ultima volta di fronte alla commissione musicale del Festival. Infine, il giorno seguente, nel corso della diretta di Sanremo Giovani 2020, Amadeus ha comunicato i nomi dei due artisti selezionati dalla suddetta commissione, ovvero i Dellai ed Elena Faggi.
| Pos.    | Interprete    | Canzone            | Autori                                           |
| ------- | ------------- | ------------------ | ------------------------------------------------ |
| 1º      | Gaudiano      | Polvere da sparo   | Gaudiano, F. Cataldo                             |
| 2º      | Davide Shorty | Regina             | D. Shorty, E. Triglia, C. Guarcello, D. Savarese |
| 3º      | Folcast       | Scopriti           | Folcast, T. Colliva, R. Scogna                   |
| 4º      | Wrongonyou    | Lezioni di volo    | Wrongonyou, A. Al Kassem, R. Sciré               |
| NF (E2) | Dellai        | Io sono Luca       | L. Dellai, M. Dellai                             |
| NF (E2) | Greta Zuccoli | Ogni cosa sa di te | G. Zuccoli                                       |
| NF (E1) | Elena Faggi   | Che ne so          | E. Faggi, F. Faggi                               |
| NF (E1) | Avincola      | Goal!              | Avincola                                         |

## Misure di contenimento e prevenzione di contagio da COVID-19
Il 16 luglio 2020 viene confermato che il Festival si sarebbe tenuto tra il 2 e il 6 marzo 2021, circa un mese più tardi rispetto al periodo del suo solito svolgimento. Infatti, l’ultima volta in cui la kermesse è stata organizzata interamente a marzo fu nel 2005. Riguardo alle motivazioni di tale scelta, il direttore di Rai 1 Stefano Coletta ha affermato:
«Speriamo che a marzo si possa svolgere in sicurezza un Festival normale. È ovvio che stiamo pensando ad alternative nel caso in cui l'emergenza non sia finita, Ma per noi Sanremo è quella formula lì, e puntiamo a farlo come siamo abituati».
Nei mesi successivi si è dibattuto a lungo sulla possibile presenza del pubblico all’interno del Teatro Ariston, elemento ritenuto imprescindibile sin da subito dal conduttore. Anche Stefano Coletta ha caldeggiato una soluzione che prevedesse gli spettatori in sala. A gennaio sono state ventilate diverse ipotesi, fra cui quella di un pubblico di soli figuranti contrattualizzati e distanziati. Tuttavia, le allora vigenti disposizioni di contenimento e prevenzione di contagio da COVID-19 del decreto-legge 14 gennaio 2021, n. 2 non permettevano lo svolgimento degli spettacoli in presenza di pubblico; pertanto, il 28 gennaio il Ministro della Salute Roberto Speranza ha comunicato l'irrealizzabilità del piano al Comitato tecnico scientifico, il quale di seguito ha ufficialmente bocciato la proposta. Anche l’allora Ministro dei beni e attività culturali Dario Franceschini aveva espresso su Twitter il proprio dissenso riguardo a tale idea. Alla fine, il 1º febbraio, la Rai e il comune di Sanremo hanno quindi scelto di presentare un protocollo che prevede, tra le varie disposizioni, la totale assenza del pubblico durante la trasmissione. La proposta è stata approvata dal Comitato Tecnico Scientifico il 4 febbraio.
Il sopracitato protocollo ha proibito la realizzazione di qualsiasi evento esterno o programma collegato al Festival. Non vi sono stati red carpet, palchi secondari (come quello in Piazza Colombo) e stand di sponsor, né incontri con la stampa; tutte le interviste sono state realizzate in videoconferenza. In via eccezionale, la stampa non è stata ospitata al Roof del Teatro Ariston e al Palafiori, ma presso il Casinò di Sanremo. I giornalisti accreditati hanno avuto a disposizione le sale Privata, Privatissima e la De Santis, mentre i rappresentanti delle radio, delle televisioni e del web sono stati dislocati presso il Roof e la sala Teatro.

## Regolamento e serate
Il regolamento e la composizione delle serate sono molto simili a quelli dell'edizione precedente. Nel corso di cinque serate, attraverso i quattro sistemi di votazione, ovvero televoto, Giuria Demoscopica, Giuria della Sala Stampa e Orchestra del Festival, si è arrivati alla proclamazione della canzone vincitrice nella sezione Campioni, mentre i partecipanti alla sezione Nuove proposte sono stati valutati solo dal televoto, dalla Giuria Demoscopica e dalla Giuria della Sala Stampa.
Rispetto al 2020, sono stati apportati alcuni cambiamenti:
- Il numero dei partecipanti è stato aumentato da 24 a 26. Originariamente il primo regolamento della sezione Campioni del Festival di Sanremo 2021, diffuso il 12 ottobre 2020, contemplava la presenza 20 artisti in gara; tuttavia il 15 dicembre il numero dei partecipanti è stato aumentato da 20 a 26.[14]
- A differenza del 2020, in cui nella prima parte della finale hanno votato sia il pubblico a casa che la Giuria Demoscopica che la Giuria della Sala Stampa, nel 2021 è intervenuto il solo televoto.[14]
- La gara delle Nuove proposte ha abbandonato le sfide uno contro uno ad eliminazione diretta ed è tornata alla sua struttura classica: i primi quattro artisti il martedì, gli altri quattro il mercoledì e la finale il venerdì.[14]

### Prima serata
All'inizio della prima serata si sono esibiti i primi 4 artisti della sezione Nuove proposte. Le canzoni sono state votate dal pubblico a casa tramite il televoto, dalla Giuria Demoscopica e dalla Giuria della Sala Stampa. I tre distinti risultati percentualizzati hanno pesato rispettivamente per il 34%, 33% e 33% nella realizzazione della graduatoria combinata. I due artisti più votati hanno avuto accesso alla finale della quarta serata.
Di seguito, si sono esibiti 13 dei 26 Campioni in gara, le cui canzoni sono state votate dalla Giuria Demoscopica. Al termine della serata è stata resa nota la graduatoria della serata.
Irama avrebbe dovuto esibirsi in questa serata, ma un componenente del suo staff è risultato positivo al COVID-19; pertanto, in attesa dei risultati dei tamponi molecolari a cui l'entourage è stato sottoposto, la sua esibizione è stata posticipata alla serata successiva. L'artista è stato sostituito da Noemi.

#### Nuove proposte
- Ammesso alla finale
- Eliminato

| Ordine di uscita | Artista     | Brano            | Televoto (34%) | Televoto (34%) | Giuria Demoscopica (33%) | Giuria Demoscopica (33%) | Sala Stampa (33%) | Sala Stampa (33%) | Totale | Totale      |
| Ordine di uscita | Artista     | Brano            | %              | Graduatoria    | %                        | Graduatoria              | %                 | Graduatoria       | %      | Graduatoria |
| ---------------- | ----------- | ---------------- | -------------- | -------------- | ------------------------ | ------------------------ | ----------------- | ----------------- | ------ | ----------- |
| 1                | Gaudiano    | Polvere da sparo | 36,88%         | 1              | 26,26%                   | 1                        | 26,20%            | 2                 | 29,85% | 1           |
| 2                | Elena Faggi | Che ne so        | 17,28%         | 4              | 23,42%                   | 4                        | 22,79%            | 4                 | 21,12% | 4           |
| 3                | Avincola    | Goal!            | 22,37%         | 3              | 24,27%                   | 3                        | 24,17%            | 3                 | 23,59% | 3           |
| 4                | Folcast     | Scopriti         | 23,47%         | 2              | 26,05%                   | 2                        | 26,85%            | 1                 | 25,47% | 2           |

#### Campioni
| Ordine di uscita | Artista                                      | Brano               | Voti prima serata  | Voti prima serata   |
| Ordine di uscita | Artista                                      | Brano               | Giuria Demoscopica | Classifica generale |
| ---------------- | -------------------------------------------- | ------------------- | ------------------ | ------------------- |
| 1                | Arisa                                        | Potevi fare di più  | 6                  | 11                  |
| 2                | Colapesce Dimartino                          | Musica leggerissima | 9                  | 17                  |
| 3                | Aiello                                       | Ora                 | 13                 | 26                  |
| 4                | Francesca Michielin e Fedez                  | Chiamami per nome   | 4                  | 7                   |
| 5                | Max Gazzè e La Trifluoperazina Monstery Band | Il farmacista       | 8                  | 16                  |
| 6                | Noemi                                        | Glicine             | 2                  | 5                   |
| 7                | Madame                                       | Voce                | 11                 | 20                  |
| 8                | Måneskin                                     | Zitti e buoni       | 7                  | 15                  |
| 9                | Ghemon                                       | Momento perfetto    | 12                 | 25                  |
| 10               | Coma_Cose                                    | Fiamme negli occhi  | 10                 | 18                  |
| 11               | Annalisa                                     | Dieci               | 1                  | 2                   |
| 12               | Francesco Renga                              | Quando trovo te     | 5                  | 10                  |
| 13               | Fasma                                        | Parlami             | 3                  | 6                   |

Co-conduttrice
- Matilda De Angelis

Ospiti
- Fiorello: Grazie dei fiori[65] e Se stasera sono qui con Amadeus (picco di share alle 22:23 con il 51,90%)[66]
- Diodato: Fai rumore, medley Fino a farci scomparire / Che vita meravigliosa[67]
- Zlatan Ibrahimović (in tutti i suoi interventi è stato accompagnato dal brano Jutro Je della cantante serbo-bosniaca Nada Topčagić)[68]
- Alessia Bonari (infermiera diventata il simbolo della lotta al COVID-19 dopo aver condiviso su Instagram una foto che la ritrae con i segni della mascherina)[69]
- Loredana Bertè: medley Il mare d'inverno / Dedicato / Non sono una signora / Sei bellissima / Figlia di...[70]
- Achille Lauro: Solo noi nel quadro Glam Rock[71]
- Claudio Santamaria, Gianni Morandi, Mara Venier, Antonio Cabrini e Jovanotti in collegamento telefonico[72]
- Banda musicale della Polizia di Stato con Olga Zacharova e Stefano Di Battista: Libertango di Astor Piazzolla e Como una cabeza di Carlos Gardel[73]
- Maître Gims: Est-ce que tu m'aimes?

Altre esibizioni
- Matilda De Angelis: sketch sul bacio e Ti lascerò in duetto con Fiorello[63]

### Seconda serata
All'inizio della seconda serata si sono esibiti i restanti 4 artisti della sezione Nuove proposte. Le canzoni sono state votate dal pubblico a casa tramite il televoto, dalla Giuria Demoscopica e dalla Giuria della Sala Stampa. I tre distinti risultati percentualizzati hanno pesato rispettivamente per il 34%, 33% e 33% nella realizzazione della graduatoria combinata. I due artisti più votati hanno avuto accesso alla finale della quarta serata.
Di seguito, si sono esibiti i restanti 13 dei 26 Campioni in gara, le cui canzoni sono state votate dalla Giuria Demoscopica. Al termine della serata è stata resa nota la graduatoria della serata. Inoltre, è stata stilata e mostrata una classifica congiunta di tutti i 26 artisti, risultante dalle percentuali di voto da questi ottenuti nel corso della prima serata (i primi 13) e di quelle ottenute nel corso della seconda serata (i secondi 13)
A causa della confermata positività al COVID-19 di due componenti del suo staff di Irama, l'esibizione dal vivo dell'artista, posticipata a questa serata, è stata successivamente annullata. Secondo il regolamento, il cantante si sarebbe dovuto ritirare dalla gara, ma su proposta di Amadeus e previo consenso degli altri partecipanti e delle rispettive case discografiche, si è proceduto a una modifica in itinere mirata ad evitare l'esclusione dalla competizione. Dunque, la performance di Irama della serata (e di quelle successive) è stata sostituita con la registrazione video della prova generale effettuata il 1º marzo.

#### Nuove proposte
- Ammesso alla finale
- Eliminato

| Ordine di uscita | Artista       | Brano              | Televoto (34%) | Televoto (34%) | Giuria Demoscopica (33%) | Giuria Demoscopica (33%) | Sala Stampa (33%) | Sala Stampa (33%) | Totale | Totale      |
| Ordine di uscita | Artista       | Brano              | %              | Graduatoria    | %                        | Graduatoria              | %                 | Graduatoria       | %      | Graduatoria |
| ---------------- | ------------- | ------------------ | -------------- | -------------- | ------------------------ | ------------------------ | ----------------- | ----------------- | ------ | ----------- |
| 1                | Wrongonyou    | Lezioni di volo    | 24,45%         | 3              | 26,01%                   | 1                        | 26,59%            | 2                 | 25,67% | 2           |
| 2                | Greta Zuccoli | Ogni cosa sa di te | 25,98%         | 2              | 23,78%                   | 4                        | 23,42%            | 3                 | 24,41% | 3           |
| 3                | Davide Shorty | Regina             | 30,51%         | 1              | 25,00%                   | 3                        | 26,82%            | 1                 | 27,47% | 1           |
| 4                | Dellai        | Io sono Luca       | 19,07%         | 4              | 25,22%                   | 2                        | 23,17%            | 4                 | 22,45% | 4           |

#### Campioni
| Ordine di uscita | Artista                        | Brano                       | Voti seconda serata | Voti seconda serata |
| Ordine di uscita | Artista                        | Brano                       | Giuria Demoscopica  | Classifica generale |
| ---------------- | ------------------------------ | --------------------------- | ------------------- | ------------------- |
| 1                | Orietta Berti                  | Quando ti sei innamorato    | 11                  | 22                  |
| 2                | Bugo                           | E invece sì                 | 13                  | 24                  |
| 3                | Gaia                           | Cuore amaro                 | 6                   | 12                  |
| 4                | Lo Stato Sociale               | Combat pop                  | 4                   | 8                   |
| 5                | La Rappresentante di Lista     | Amare                       | 8                   | 14                  |
| 6                | Malika Ayane                   | Ti piaci così               | 3                   | 4                   |
| 7                | Ermal Meta                     | Un milione di cose da dirti | 1                   | 1                   |
| 8                | Extraliscio con Davide Toffolo | Bianca luce nera            | 9                   | 19                  |
| 9                | Random                         | Torno a te                  | 12                  | 23                  |
| 10               | Fulminacci                     | Santa Marinella             | 7                   | 13                  |
| 11               | Willie Peyote                  | Mai dire mai (la locura)    | 5                   | 9                   |
| 12               | Gio Evan                       | Arnica                      | 10                  | 21                  |
| 13               | Irama                          | La genesi del tuo colore    | 2                   | 3                   |

Co-conduttrice
- Elodie

Ospiti
- Fiorello: coreografia con Amadeus, La solitudine sulla melodia di Bohemian Rhapsody,[75] Gli scavi sopra (parodia di Vasco Rossi)[82]
- Laura Pausini: Io sì (Seen)[83]
- Nello Salza (tromba solista di Ennio Morricone): Il forte, dalla colonna sonora del film Il buono, il brutto, il cattivo[84]
- Il Volo con Andrea Morricone: Your Love, dalla colonna sonora del film C'era una volta il West, in omaggio a Ennio Morricone[84]
- Alex Schwazer[85]
- Gigliola Cinquetti Non ho l'età (per amarti) e Dio, come ti amo[81]
- Fausto Leali: Mi manchi e Io amo[81]
- Marcella Bella: Senza un briciolo di testa e Montagne verdi[81]
- Zlatan Ibrahimović (in collegamento)[80]
- Gigi D'Alessio con Enzo Dong, Ivan Granatino, Lele Blade, Samurai Jay e Max D'Ambra: Guagliune[86]
- Achille Lauro con Claudio Santamaria e Francesca Barra: Bam Bam Twist nel quadro Rock 'n' Roll[87]
- Cristiana Girelli[88]
- Fabrizio Moro: Pensa

Altre esibizioni
- Orchestra del Festival diretta da Andrea Morricone: Metti, una sera a cena, dall'omonimo film[84]
- Elodie: Mash-up Vogue / Guaranà / Il battito animale / Nero Bali / Could You Be Loved / E la luna bussò / Margarita /Fotoromanza / Rumore / Andromeda / Crazy in Love / Soldi, Vattene amore in duetto con Fiorello[89][90] e Mai così, con accompagnamento di Mauro Tre al pianoforte, Marco Girardo alla batteria e Stefano Rielli al contrabbasso

### Terza serata
Nel corso della terza serata si è svolto il Torneo delle cover, in cui i 26 Campioni in gara hanno reinterpretato brani editi appartenenti alla storia della canzone d’autore italiana con la possibilità di essere accompagnati o meno da artisti ospiti italiani e/o stranieri. Le canzoni sono state votate dall’Orchestra del Festival, i cui voti hanno generato la graduatoria della serata. La canzone più votata è stata proclamata vincitrice del Torneo delle cover. Inoltre, la media tra le percentuali di voto della graduatoria della serata e quelle delle graduatorie delle serate precedenti ha generato una nuova classifica provvisoria dei Campioni, della quale però sono state rese note solo le prime 10 posizioni.

#### Campioni
- Vincitore
- Secondo classificato
- Terzo classificato
- Quarto classificato
- Quinto classificato

| Ordine di uscita | Artista                        | Ospite                                                                | Brano (Artista originale - Anno)                      | Voti terza serata | Classifica generale |
| Ordine di uscita | Artista                        | Ospite                                                                | Brano (Artista originale - Anno)                      | Orchestra         | Classifica generale |
| ---------------- | ------------------------------ | --------------------------------------------------------------------- | ----------------------------------------------------- | ----------------- | ------------------- |
| 1                | Noemi                          | Neffa                                                                 | Prima di andare via (Neffa - 2003)                    | 17                | 12                  |
| 2                | Fulminacci                     | Valerio Lundini e Roy Paci                                            | Penso positivo (Jovanotti - 1994)                     | 15                | 15                  |
| 3                | Francesco Renga                | Casadilego                                                            | Una ragione di più (Ornella Vanoni - 1969)            | 19                | 18                  |
| 4                | Extraliscio con Davide Toffolo | Peter Pichler                                                         | Medley Rosamunda (Medley)                             | 3                 | 8                   |
| 5                | Fasma                          | Nesli                                                                 | La fine (Nesli - 2009)                                | 20                | 16                  |
| 6                | Bugo                           | Pinguini Tattici Nucleari                                             | Un'avventura (Lucio Battisti - 1969)                  | 23                | 23                  |
| 7                | Francesca Michielin e Fedez    | –                                                                     | E allora felicità (Medley)                            | 21                | 19                  |
| 8                | Irama                          | –                                                                     | Cyrano (Francesco Guccini - 1996)                     | 13                | 5                   |
| 9                | Måneskin                       | Manuel Agnelli                                                        | Amandoti (CCCP - Fedeli alla linea - 1990)            | 6                 | 10                  |
| 10               | Random                         | The Kolors                                                            | Ragazzo fortunato (Jovanotti - 1992)                  | 25                | 24                  |
| 11               | Willie Peyote                  | Samuele Bersani                                                       | Giudizi universali (Samuele Bersani - 1997)           | 4                 | 3                   |
| 12               | Orietta Berti                  | Le Deva                                                               | Io che amo solo te (Sergio Endrigo - 1962)            | 2                 | 9                   |
| 13               | Gio Evan                       | I cantanti di The Voice Senior                                        | Gli anni (883 - 1995)                                 | 24                | 22                  |
| 14               | Ghemon                         | Neri per Caso                                                         | L'essere infinito (L.E.I.) (Medley)                   | 10                | 20                  |
| 15               | La Rappresentante di Lista     | Donatella Rettore                                                     | Splendido splendente (Donatella Rettore - 1979)       | 9                 | 11                  |
| 16               | Arisa                          | Michele Bravi                                                         | Quando (Pino Daniele - 1991)                          | 5                 | 4                   |
| 17               | Madame                         | –                                                                     | Prisencolinensinainciusol (Adriano Celentano - 1972)  | 18                | 21                  |
| 18               | Lo Stato Sociale               | Emanuela Fanelli, Francesco Pannofino e i lavoratori dello spettacolo | Non è per sempre (Afterhours - 1999)                  | 11                | 6                   |
| 19               | Annalisa                       | Federico Poggipollini                                                 | La musica è finita (Ornella Vanoni - 1967)            | 7                 | 2                   |
| 20               | Gaia                           | Lous and the Yakuza                                                   | Mi sono innamorato di te (Luigi Tenco - 1962)         | 12                | 14                  |
| 21               | Colapesce Dimartino            | –                                                                     | Povera patria (Franco Battiato - 1991)                | 14                | 17                  |
| 22               | Coma_Cose                      | Alberto Radius e Mamakass                                             | Il mio canto libero (Lucio Battisti - 1972)           | 26                | 26                  |
| 23               | Malika Ayane                   | –                                                                     | Insieme a te non ci sto più (Caterina Caselli - 1968) | 16                | 7                   |
| 24               | Max Gazzè                      | Daniele Silvestri e Magical Mistery Band                              | Del mondo (C.S.I. - 1994)                             | 8                 | 13                  |
| 25               | Ermal Meta                     | Napoli Mandolin Orchestra                                             | Caruso (Lucio Dalla - 1986)                           | 1                 | 1                   |
| 26               | Aiello                         | Vegas Jones                                                           | Gianna (Rino Gaetano - 1978)                          | 22                | 25                  |

Co-conduttrice
- Vittoria Ceretti

Ospiti
- Negramaro: 4/3/1943, Meraviglioso e medley Contatto / La cura del tempo[100]
- Fiorello: medley Erba di casa mia / Se bruciasse la città / Fatti mandare dalla mamma a prendere il latte / Banane e lamponi rispettivamente sulle note de La fisarmonica / Andavo a cento all'ora / Perdere l'amore / Rose rosse,
- Antonella Ferrari: monologo tratto dallo spettacolo Più forte del destino[101]
- Valeria Fabrizi
- Zlatan Ibrahimović e Siniša Mihajlović: Io vagabondo (che non sono altro) (con Amadeus e Fiorello)[102][103]
- Donato Grande, campione di calcio in carrozzina[104]
- Achille Lauro con Emma e Monica Guerritore: Penelope nel quadro Popular Music[105]

### Quarta serata
All'inizio della quarta serata si sono esibiti i 4 artisti finalisti della sezione Nuove proposte. Le canzoni sono state votate dal pubblico a casa tramite il televoto, dalla Giuria Demoscopica e dalla Giuria della Sala Stampa. I tre distinti risultati percentualizzati hanno pesato rispettivamente per il 34%, 33% e 33% nella realizzazione della graduatoria combinata. La canzone più votata è stata proclamata vincitrice della sezione Nuove proposte. Infine, sono stati assegnati il Premio della Critica "Mia Martini" e il Premio Sala Stampa Radio-TV-Web "Lucio Dalla" per la sezione Nuove proposte.
Di seguito è stata resa nota la classifica provvisoria dei Campioni delle prime tre serate. Successivamente si sono esibiti tutti i 26 Campioni in gara. Le canzoni sono state votate dalla Giuria della Sala Stampa, i cui voti hanno generato la classifica della serata resa nota al termine della puntata. Inoltre, la media tra le percentuali di voto della graduatoria della serata e quelle delle graduatorie delle serate precedenti ha generato una nuova classifica provvisoria dei Campioni, anch'essa comunicata in chiusura di serata.

#### Nuove proposte- Finale
Vincitore
     Secondo classificato
     Terzo classificato
     Quarto classificato
| Ordine di uscita | Artista       | Brano            | Televoto (34%) | Televoto (34%) | Giuria Demoscopica (33%) | Giuria Demoscopica (33%) | Sala Stampa (33%) | Sala Stampa (33%) | Totale | Totale            |
| Ordine di uscita | Artista       | Brano            | %              | Graduatoria    | %                        | Graduatoria              | %                 | Graduatoria       | %      | Classifica finale |
| ---------------- | ------------- | ---------------- | -------------- | -------------- | ------------------------ | ------------------------ | ----------------- | ----------------- | ------ | ----------------- |
| 1                | Davide Shorty | Regina           | 27,07%         | 2              | 24,23%                   | 3                        | 24,96%            | 2                 | 25,44% | 2                 |
| 2                | Folcast       | Scopriti         | 23,36%         | 3              | 24,16%                   | 4                        | 24,74%            | 3                 | 24,08% | 3                 |
| 3                | Gaudiano      | Polvere da sparo | 33,46%         | 1              | 25,83%                   | 1                        | 24,56%            | 4                 | 28,01% | 1                 |
| 4                | Wrongonyou    | Lezioni di volo  | 16,12%         | 4              | 25,78%                   | 2                        | 25,74%            | 1                 | 22,48% | 4                 |

#### Campioni
| Ordine di uscita | Artista                        | Brano                       | Voti quarta serata | Classifica generale |
| Ordine di uscita | Artista                        | Brano                       | Sala Stampa        | Classifica generale |
| ---------------- | ------------------------------ | --------------------------- | ------------------ | ------------------- |
| 1                | Annalisa                       | Dieci                       | 17                 | 4                   |
| 2                | Aiello                         | Ora                         | 25                 | 26                  |
| 3                | Måneskin                       | Zitti e buoni               | 2                  | 5                   |
| 4                | Noemi                          | Glicine                     | 6                  | 10                  |
| 5                | Orietta Berti                  | Quando ti sei innamorato    | 12                 | 12                  |
| 6                | Colapesce Dimartino            | Musica leggerissima         | 1                  | 8                   |
| 7                | Max Gazzè                      | Il farmacista               | 14                 | 14                  |
| 8                | Willie Peyote                  | Mai dire mai (la locura)    | 3                  | 2                   |
| 9                | Malika Ayane                   | Ti piaci così               | 9                  | 9                   |
| 10               | La Rappresentante di Lista     | Amare                       | 4                  | 7                   |
| 11               | Madame                         | Voce                        | 10                 | 18                  |
| 12               | Arisa                          | Potevi fare di più          | 7                  | 3                   |
| 13               | Coma_Cose                      | Fiamme negli occhi          | 13                 | 22                  |
| 14               | Fasma                          | Parlami                     | 21                 | 19                  |
| 15               | Lo Stato Sociale               | Combat pop                  | 15                 | 11                  |
| 16               | Francesca Michielin e Fedez    | Chiamami per nome           | 11                 | 17                  |
| 17               | Irama                          | La genesi del tuo colore    | 8                  | 6                   |
| 18               | Extraliscio con Davide Toffolo | Bianca luce nera            | 18                 | 13                  |
| 19               | Ghemon                         | Momento perfetto            | 19                 | 20                  |
| 20               | Francesco Renga                | Quando trovo te             | 22                 | 21                  |
| 21               | Gio Evan                       | Arnica                      | 24                 | 23                  |
| 22               | Ermal Meta                     | Un milione di cose da dirti | 5                  | 1                   |
| 23               | Bugo                           | E invece sì                 | 23                 | 24                  |
| 24               | Fulminacci                     | Santa Marinella             | 16                 | 15                  |
| 25               | Gaia                           | Cuore amaro                 | 20                 | 16                  |
| 26               | Random                         | Torno a te                  | 26                 | 25                  |

Co-conduttrici
- Beatrice Venezi[110]
- Barbara Palombelli

Ospiti
- Zlatan Ibrahimović
- Achille Lauro con Boss Doms e Fiorello: Rolls Royce e Me ne frego nel quadro Punk Rock[111]
- Alessandra Amoroso: Pezzo di cuore (in duetto con Emma Marrone) e Una notte in Italia[112]
- Mahmood: medley Rapide / Inuyasha / Barrio / Calipso / Dorado / Soldi[113]
- Enzo Avitabile con i Bottari di Portico: Caravan petrol (omaggio a Renato Carosone, con Amadeus e Fiorello)[114]
- Matilde Gioli e Alessandra Amoroso: omaggio ai lavoratori dello spettacolo[112]

Altre esibizioni
- Amadeus e Fiorello: Siamo donne[115]
- Barbara Palombelli: monologo sulle donne[116]

### Quinta serata - Finale
All'inizio della quinta serata si sono esibiti tutti i 26 Campioni in gara, le cui canzoni sono state votate solo dal pubblico a casa tramite il televoto. La media tra le percentuali di voto della graduatoria della serata e quelle delle graduatorie delle serate precedenti ha generato la classifica definitiva dei Campioni.
Gli artisti alle prime tre posizioni della graduatoria combinata sono stati ammessi alla seconda fase della finale, durante la quale si è proceduto ad un'ulteriore votazione azzerando il punteggio precedentemente acquisito. Le canzoni sono state votate dal pubblico a casa tramite il televoto (34%), dalla Giuria Demoscopica (33%) e dalla Giuria della Sala Stampa (33%). La canzone più votata è stata proclamata vincitrice della sezione Campioni. Infine, sono stati assegnati il Premio della Critica "Mia Martini" e il Premio Sala Stampa Radio-TV-Web "Lucio Dalla" per la sezione Campioni, il Premio "Sergio Bardotti" per il miglior testo e il Premio "Giancarlo Bigazzi" alla miglior composizione musicale.

#### Campioni- Finale - 1ª parte
- Ammesso alla finale a tre

| Ordine di uscita | Artista                        | Brano                       | Voti quinta serata | Voti quinta serata | Classifica finale | Classifica finale |
| Ordine di uscita | Artista                        | Brano                       | Televoto           | Televoto           | Classifica finale | Classifica finale |
| Ordine di uscita | Artista                        | Brano                       | %                  | Posizione          | %                 | Posizione         |
| ---------------- | ------------------------------ | --------------------------- | ------------------ | ------------------ | ----------------- | ----------------- |
| 1                | Ghemon                         | Momento perfetto            | 1,13%              | 20                 | 3,01%             | 21                |
| 2                | Gaia                           | Cuore amaro                 | 1,12%              | 22                 | 3,16%             | 19                |
| 3                | Irama                          | La genesi del tuo colore    | 7,74%              | 5                  | 5,10%             | 5                 |
| 4                | Gio Evan                       | Arnica                      | 1,01%              | 23                 | 2,59%             | 23                |
| 5                | Ermal Meta                     | Un milione di cose da dirti | 8,48%              | 3                  | 5,60%             | 3                 |
| 6                | Fulminacci                     | Santa Marinella             | 1,74%              | 15                 | 3,36%             | 16                |
| 7                | Francesco Renga                | Quando trovo te             | 1,12%              | 21                 | 2,87%             | 22                |
| 8                | Extraliscio con Davide Toffolo | Bianca luce nera            | 2,29%              | 13                 | 3,60%             | 12                |
| 9                | Colapesce Dimartino            | Musica leggerissima         | 8,10%              | 4                  | 5,14%             | 4                 |
| 10               | Malika Ayane                   | Ti piaci così               | 1,13%              | 19                 | 3,40%             | 15                |
| 11               | Francesca Michielin e Fedez    | Chiamami per nome           | 16,02%             | 1                  | 6,86%             | 1                 |
| 12               | Willie Peyote                  | Mai dire mai (la locura)    | 5,86%              | 6                  | 4,80%             | 6                 |
| 13               | Orietta Berti                  | Quando ti sei innamorato    | 4,05%              | 9                  | 4,10%             | 9                 |
| 14               | Arisa                          | Potevi fare di più          | 3,29%              | 10                 | 4,03%             | 10                |
| 15               | Bugo                           | E invece sì                 | 0,90%              | 24                 | 2,48%             | 24                |
| 16               | Måneskin                       | Zitti e buoni               | 13,02%             | 2                  | 6,45%             | 2                 |
| 17               | Madame                         | Voce                        | 5,37%              | 7                  | 4,16%             | 8                 |
| 18               | La Rappresentante di Lista     | Amare                       | 2,68%              | 11                 | 3,80%             | 11                |
| 19               | Annalisa                       | Dieci                       | 4,72%              | 8                  | 4,38%             | 7                 |
| 20               | Coma_Cose                      | Fiamme negli occhi          | 2,67%              | 12                 | 3,09%             | 20                |
| 21               | Lo Stato Sociale               | Combat pop                  | 1,79%              | 14                 | 3,53%             | 13                |
| 22               | Random                         | Torno a te                  | 0,45%              | 26                 | 2,23%             | 26                |
| 23               | Max Gazzè                      | Il farmacista               | 0,66%              | 25                 | 3,16%             | 17                |
| 24               | Noemi                          | Glicine                     | 1,60%              | 17                 | 3,49%             | 14                |
| 25               | Fasma                          | Parlami                     | 1,69%              | 16                 | 3,16%             | 18                |
| 26               | Aiello                         | Ora                         | 1,38%              | 18                 | 2,45%             | 25                |

#### Campioni- Finale - 2ª parte
Vincitore
     Secondo classificato
     Terzo classificato
| Ordine di uscita | Artista                     | Brano                       | Televoto (34%) | Televoto (34%) | Giuria Demoscopica (33%) | Giuria Demoscopica (33%) | Sala Stampa (33%) | Sala Stampa (33%) | Totale | Totale            |
| Ordine di uscita | Artista                     | Brano                       | %              | Posizione      | %                        | Posizione                | %                 | Posizione         | %      | Classifica finale |
| ---------------- | --------------------------- | --------------------------- | -------------- | -------------- | ------------------------ | ------------------------ | ----------------- | ----------------- | ------ | ----------------- |
| 1                | Måneskin                    | Zitti e buoni               | 53,53%         | 1              | 32,97%                   | 3                        | 35,16%            | 1                 | 40,68% | 1                 |
| 2                | Francesca Michielin e Fedez | Chiamami per nome           | 28,26%         | 2              | 33,13%                   | 2                        | 30,13%            | 3                 | 30,49% | 2                 |
| 3                | Ermal Meta                  | Un milione di cose da dirti | 18,21%         | 3              | 33,89%                   | 1                        | 34,71%            | 2                 | 28,83% | 3                 |

Ospiti
- Banda musicale della Marina Militare: Il Canto degli Italiani
- Fiorello: omaggio a Little Tony con Urban Theory (medley La spada nel cuore / La donna di picche / Quando vedrai la mia ragazza / Love Boat / Cuore matto / Riderà)[123]
- Zlatan Ibrahimović
- Serena Rossi: A te
- Ornella Vanoni: medley Una ragione di più / La musica è finita / Mi sono innamorato di te / Domani è un altro giorno e Un sorriso dentro al pianto (con Francesco Gabbani)[124]
- Tecla Insolia
- Giovanna Botteri
- Fabrizio Moro: medley Pensa
- Achille Lauro con Giacomo Castellana: C'est la vie nel quadro Esseri umani[125]
- Alberto Tomba e Federica Pellegrini: lancio della votazione per il logo ufficiale dei XXV Giochi olimpici invernali[126]
- Umberto Tozzi: medley Dimentica dimentica / Ti amo / Stella stai / Tu / Gloria[127]
- Gaudiano: Polvere da sparo
- Michele Zarrillo: La notte dei pensieri e Cinque giorni
- Paolo Vallesi: La forza della vita
- Riccardo Fogli: Storie di tutti i giorni
- Dardust[128]

## Premi

### SezioneCampioni
- Vincitore 71º Festival di Sanremo sezione Campioni: Måneskin con Zitti e buoni[15]
- Rappresentante italiano all'Eurovision Song Contest 2021: Måneskin con Zitti e buoni[19]
- Podio - secondo classificato 71º Festival di Sanremo sezione Campioni: Francesca Michielin e Fedez con Chiamami per nome[15]
- Podio - terzo classificato 71º Festival di Sanremo sezione Campioni: Ermal Meta con Un milione di cose da dirti[15]
- Premio della Critica "Mia Martini" sezione Campioni: Willie Peyote con Mai dire mai (la locura)[17]
- Premio della Sala Stampa Radio-TV-Web "Lucio Dalla" sezione Campioni: Colapesce Dimartino con Musica leggerissima[118]
- Premio "Sergio Bardotti" per il miglior testo: Madame con Voce[119]
- Premio "Giancarlo Bigazzi" alla miglior composizione musicale: Ermal Meta con Un milione di cose da dirti[120]
- Premio "Nilla Pizzi" alla migliore canzone e interpretazione: La Rappresentante di Lista con Amare[129]
- Premio Lunezia per il valore musical-letterario del brano sezione Campioni: Madame con Voce[130]
- Premio Miglior cover: Ermal Meta (e la Napoli Mandolin Orchestra) con Caruso

### SezioneNuove proposte
- Vincitore 71º Festival di Sanremo sezione Nuove proposte: Gaudiano con Polvere da sparo[16]
- Podio - secondo classificato 71º Festival di Sanremo sezione Nuove proposte: Davide Shorty con Regina[16]
- Podio - terzo classificato 71º Festival di Sanremo sezione Nuove proposte: Folcast con Scopriti[16]
- Premio della Critica "Mia Martini" sezione Nuove proposte: Wrongonyou con Lezioni di volo[18]
- Premio della Sala Stampa Radio-TV-Web "Lucio Dalla" sezione Nuove proposte: Davide Shorty con Regina[107]
- Premio "Enzo Jannacci" alla migliore interpretazione - NUOVOIMAIE: Davide Shorty con Regina[131]
- Premio Lunezia per il valore musical-letterario del brano sezione Nuove proposte: Davide Shorty con Regina[130]
- Premio SoundiesAwards al miglior videoclip: Elena Faggi con Che ne so[132]

### Altri premi
- Premio alla carriera "Città di Sanremo": Fiorello[133]

## Orchestra
La Sanremo Festival Orchestra è stata diretta dal maestro Leonardo de Amicis. 
I componenti dell'orchestra sono:
Sezione archi
- Orchestra Sinfonica di Sanremo

Sezione ritmica
- Chitarre: Ruggero Brunetti, Adriano Martino Pratesi, Elvezio Fortunato (sostituito per positività al COVID-19 da Max Rosati)[134],
- Basso: Roberto Gallinelli
- Batteria: Cristiano Micalizzi
- Pianoforte: Jacopo Carlini
- Tastiere: Luciano Zanoni, Claudio Storniolo, Valerio Calisse
- Percussioni latine: Carlo Di Francesco
- Percussioni sinfoniche: Tarcisio Molinaro

Sezione fiati
- Trombe: Fernando Brusco, Sergio Vitale
- Tromboni: Luca Giustozzi, Enzo De Rosa
- Sassofoni: Luca Sbardella, Francesco Santucci

Coristi
- Valentina Ducros, Monica Hill, Roberta Granà, Luca Velletri, Gianluigi Fazio, Bruno Corazza.

Durante le esibizioni dei cantanti era diretta da:
- Simone Bertolotti per Bugo
- Daniel Bestonzo per Annalisa e Willie Peyote
- Diego Calvetti per Ermal Meta
- Enzo Campagnoli per Orietta Berti
- Valeriano Chiaravalle per Gio Evan, Random, Gaudiano e Wrongonyou
- Vittorio Cosma per Coma_Cose[136]
- Rodrigo D'Erasmo per Fulminacci, Ghemon, Greta Zuccoli e Folcast[137]
- Clemente Ferrari per Max Gazzè[138]
- Fabio Gargiulo per Lo Stato Sociale
- Fabio Gurian per Francesca Michielin e Fedez[139]
- Federico Mecozzi per Dellai[140]
- Enrico Melozzi per Fasma e Måneskin[141]
- Roberto Molinelli per Extraliscio con Davide Toffolo[142]
- Giulio Nenna per Irama[143]
- Orang3 per Gaia[144]
- Daniele Parziani per Malika Ayane
- Carmelo Patti per Francesco Renga, La Rappresentante di Lista, Madame e Davide Shorty
- Adriano Pennino per Arisa
- Edoardo Petretti per Avincola
- Andrea Rodini per Noemi
- Davide Rossi per Colapesce Dimartino[145]
- Jacopo Sinigaglia per Aiello
- Peppe Vessicchio per Elena Faggi[146]

## Regia
Per il secondo anno consecutivo la regia dell'evento è stata affidata a Stefano Vicario, il quale è alla sua sesta esperienza sanremese dopo quelle del 2004, 2005, 2009, 2012 e 2020. Per l'edizione del 2021 il regista si è trovato a fronteggiare un ostacolo inedito e insidioso, ovvero l'assenza del pubblico nel Teatro Ariston. Nonostante ciò, la concentrazione dello spazio scenico è stata colta come un'opportunità, in quanto ha permesso alla squadra di avere più agio nella ripresa: i carrelli delle camere in movimento si sono allungati, la scena è diventata più grande e l’orchestra si è "allargata" per mantenere il distanziamento. Gli sforzi di Vicario, a cui si somma il lavoro degli scenografi Gaetano Castelli e Maria Chiara Castelli e del direttore della fotografia Mario Catapano, hanno avuto l'intento di trasmettere calore al pubblico a casa e non far sentire il teatro vuoto.
L'edizione sui generis ha permesso a Vicario anche di sperimentare nuove tecniche di ripresa. Per la prima volta è stata utilizzata una doppia camera sulla steadicam che si muoveva intorno al cantante, di modo da avere due punti di vista, una largo e una stretto, sullo stesso asse, e dare così dinamicità alla ripresa. Inoltre, per la prima volta, sono intervenuti anche due operatori steady, i quali sono stati presenti contemporaneamente sul palco in qualche occasione.

## Scenografia
La scenografia è stata curata per la diciannovesima volta da Gaetano Castelli, stavolta assieme alla figlia Maria Chiara. Essa è stata concepita come "un'astronave e una sorta di stargate, verso un futuro migliore al quale aspirare", a detta degli scenografi. Rispetto all'edizione precedente, l'impianto scenico coinvolge buona parte del teatro, anche a causa dell'assenza di pubblico dovuta alle misure di contenimento della pandemia di COVID-19: il palco è stato leggermente ampliato (utilizzando anche le pareti laterali fino alla galleria), così come il golfo mistico per garantire il distanziamento interpersonale tra i componenti dell'orchestra. Il fondale, invece, è caratterizzato da una grande cornice esagonale su cui si sviluppano le tre scalinate, ovvero quella principale al centro e ulteriori due laterali. Data le circostanze, la postazione di Rai Radio 2, radio ufficiale della manifestazione, è stata eccezionalmente installata nella platea del teatro. Sono stati utilizzati 7 chilometri di strip led, un software con 1 milione 920 mila canali, oltre 65 centraline, 600 metri quadri di led wall anche trasparente, 20 chilometri di cavi e 500 proiettori motorizzati.

## Giurie

### Giuria Demoscopica
La Giuria Demoscopica è un campione statisticamente rappresentativo di almeno 300 persone selezionate tra abituali fruitori di musica. I membri della giuria provengono da tutta Italia, hanno diverse età e sono divisi, in maniera egualitaria, tra uomini e donne. Essi esprimono il proprio voto da casa attraverso un'apposita app.
La Giuria Demoscopica ha votato nella prime due serate con un peso del 100%, mentre per le Nuove proposte e nella seconda parte della finale per i Campioni ha avuto un peso del 33% sulla classifica combinata assieme al televoto (34%) e alla Giuria della Sala Stampa (33%). Ogni giurato ha espresso le proprie preferenze secondo le seguenti regole:
- Campioni
  - 1ª e 2ª serata: attribuzione a ogni artista di un voto compreso tra 1 e 10, con il vincolo di esprimere il valore 1 al massimo per due artisti e il valore 10 al massimo per due artisti;
  - Finale, 2ª parte: attribuzione a ogni artista di un voto compreso tra 5 e 10, con il vincolo di non poter esprimere due voti uguali.
- Nuove proposte
  - 1a, 2ª e 4ª serata: attribuzione a ogni artista di un voto compreso tra 5 e 10.

### Orchestra del Festival
I musicisti e coristi professionisti della Sanremo Festival Orchestra hanno giudicato le cover dei Campioni della terza serata attraverso un’apposita app. I giurati hanno attribuito a ogni artista un voto compreso tra 1 e 10, rispettando il vincolo di esprimere il valore 1 al massimo per quattro artisti e il valore 10 al massimo per quattro artisti. A maggioranza dei votanti la Sanremo Festival Orchestra ha attribuito il Premio "Giancarlo Bigazzi" alla miglior composizione musicale.

### Giuria della Sala Stampa
La Giuria della Sala Stampa è composta dai giornalisti accreditati presso la Sala stampa Roof Ariston e la Sala stampa Radio-TV-Web "Lucio Dalla" aventi diritto di voto.
La Sala Stampa ha votato nella quarta serata per la sezione Campioni con un peso del 100%, mentre per le Nuove proposte e nella seconda parte della finale per i Campioni ha avuto un peso del 33% sulla classifica combinata assieme al televoto (34%) e alla Giuria Demoscopica (33%). Ogni giornalista ha espresso le proprie preferenze attraverso un'apposita app secondo le seguenti regole:
- Campioni
  - 4a serata: attribuzione a ogni artista di un voto compreso tra 1 e 10, con il vincolo di esprimere il valore 1 al massimo per quattro artisti e il valore 10 al massimo per quattro artisti;
  - Finale, 2ª parte: attribuzione a ogni artista di un voto compreso tra 5 e 10, con il vincolo di non poter esprimere due voti uguali.
- Nuove proposte
  - 1a, 2ª e 4ª serata: attribuzione a ogni artista di un voto compreso tra 5 e 10.

#### Sala Stampa Ariston Roof
La Sala Stampa Ariston Roof, solitamente situata all'interno del Teatro Ariston, è stata eccezionalmente ospitata presso le sale Privata, Privatissima e De Santis del Casinò di Sanremo a causa delle misure di contenimento e prevenzione di contagio da COVID-19. Essa riunisce i rappresentanti delle testate accreditate fra agenzie giornalistiche, quotidiani, periodici, web, giornali radio, tg e rubriche televisive, nonché testate giornalistiche e emittenti radiotelevisive straniere. A maggioranza dei votanti ha attribuito il Premio della Critica "Mia Martini" per entrambe le sezioni.

#### Sala stampa Radio-TV-Web "Lucio Dalla"
La Sala stampa Radio-TV-Web "Lucio Dalla", solitamente situata presso il Palafiori di Sanremo, è stata eccezionalmente ospitata presso il Roof e la sala Teatro del Casinò di Sanremo a causa delle misure di contenimento e prevenzione di contagio da COVID-19. Essa riunisce i rappresentanti delle principali emittenti radiofoniche e televisive private, come giornalisti, conduttori e tecnici. A maggioranza dei votanti ha attribuito il  Premio della Sala Stampa Radio-TV-Web "Lucio Dalla" per entrambe le sezioni.

### Televoto
È il mezzo attraverso cui il pubblico da casa ha potuto esprimere le sue preferenze.
Il televoto ha avuto un peso del 100% sulla prima parte della finale dei Campioni, mentre per la seconda parte e per le Nuove proposte ha avuto un peso del 34% sulla classifica combinata assieme alla Giuria Demoscopica (33%) e alla giuria della Sala stampa (33%).

### commissione musicale
La commissione musicale ha avuto il compito di selezionare i brani finalisti delle Nuove proposte ed ha contribuito alla scelta finale di questi ultimi nel corso della diretta di Sanremo Giovani 2020. Inoltre, ha attribuito il Premio "Sergio Bardotti" per il miglior testo.

### Ex aequo
Il regolamento ha predisposto le soluzioni per i casi di ex aequo dopo quattro cifre decimali nei risultati complessivi delle sessioni di voto con sistema misto.
- Campioni
  - 3a serata: in caso di ex aequo al primo posto della classifica risultante dalla votazione espressa dai musicisti e coristi dell’Orchestra del Festival, si fa riferimento alla decisione collegiale della commissione musicale, presente sul posto;
  - Finale, 1ª parte: si fa riferimento alla graduatoria del televoto; in caso di ulteriore persistenza di ex aequo, si fa riferimento alla graduatoria della Giuria della Sala Stampa; in caso di ulteriore persistenza di ex aequo, si fa riferimento alla graduatoria della Giuria Demoscopica; in caso di ulteriore persistenza di ex aequo, si fa riferimento alla graduatoria dell'Orchestra del Festival;
  - Finale, 2ª parte: si fa riferimento alla graduatoria del televoto; in caso di ulteriore persistenza di ex aequo, si fa riferimento alla graduatoria della Giuria della Sala Stampa; in caso di ulteriore persistenza di ex aequo, si fa riferimento alla graduatoria della Giuria Demoscopica.

- Nuove proposte
  - 1ª e 2ª serata: si fa riferimento alla graduatoria del televoto; in caso di ulteriore persistenza di ex aequo, si fa riferimento alla graduatoria della Giuria Demoscopica;
  - 4a serata: si fa riferimento alla graduatoria del televoto; in caso di ulteriore persistenza di ex aequo, si fa riferimento alla graduatoria della Giuria della Sala Stampa; in caso di ulteriore persistenza di ex aequo, si fa riferimento alla graduatoria della Giuria Demoscopica.

## PrimaFestival
Come nelle precedenti edizioni, anche nel 2021 è andato in onda PrimaFestival, trasmissione incentrata su indiscrezioni sulle canzoni in gara, sugli artisti e sugli ospiti del Festival. Il programma è andato in onda dal 27 febbraio al 6 marzo 2021 con la conduzione di Giovanna Civitillo, Giovanni Vernia e Valeria Graci e, solo in quest'edizione, si è svolto nel foyer del teatro Ariston di Sanremo.

## Accessibilità
Grazie al lavoro di Rai Pubblica Utilità, anche questa edizione è stata resa pienamente accessibile a persone cieche o ipovedenti e sorde. Per tutte e cinque le serate sono stati resi disponibili i seguenti servizi:
- Audiodescrizione per le persone con disabilità visive sulla seconda traccia audio di Rai 1 e in streaming su RaiPlay;
- Sottotitolazione in tempo reale per le persone con disabilità uditive a pagina 777 di Televideo;
- Sanremo Live LIS per le persone sorde segnanti, sottotitolato sul canale dedicato di RaiPlay.

### Sanremo Live LIS
Anche per questa edizione la kermesse è stata interamente tradotta in lingua dei segni italiana (LIS) con una vera e propria versione parallela del Festival, Sanremo Live LIS, andata in onda su un canale dedicato di RaiPlay in contemporanea con la diretta di Rai 1, con la direzione e la consulenza artistica di Laura Santarelli. A differenza dell'anno precedente, però, la diretta del Festival in LIS è stata realizzata dallo Studio 5 di via Teulada in Roma anziché dal teatro dallo Studio 4.

#### Performer[156]
I performer sono 12, 9 donne e 3 uomini, di cui uno sordo e diversi figli e fratelli di sordi (child of deaf adult).
- Gloria Antognozzi
- Daria Appetiti
- Ilaria Calcina
- Giulia Clementi

- Valentina Di Leva
- Davide Falco
- Francesca Fantauzzi
- Sabrina Gabrieli
- Nicola Noro
- Giulia Pasquini
- Martina Romano
- Zena Vanacore

#### Interpreti[157]
- Massimiliano Mondello, per Amadeus
- Assunta Galluzzi, per Fiorello
- Maria Cristina Cuccurullo, per le co-conduttrici e gli ospiti

## Esclusi
Tradizionalmente l'organizzazione non comunica i nomi degli artisti che avevano inoltrato domanda per la sezione Campioni ma che poi non sono stati selezionati per il Festival. Tuttavia, fra le esclusioni confermate vi sono quelle di Michele Bravi (con il brano Mantieni il bacio), Morgan, Mr. Rain (con il brano A forma di origami), Leo Gassmann, Jalisse, Margherita Vicario (con il brano Dove te ne vai), Giulia Luzi, Al Bano (con il brano Il cellulare), Claudio Lippi, Andrea Sannino (con il brano Voglia) e Max Arduini (con il brano Ezechiele 25:17). Nelle settimane che hanno preceduto l'annuncio degli artisti in gara sono circolati molti altri nomi, fra cui quelli di Anna Oxa, Vladimir Luxuria, Motta, Rossana Casale con Mariella Nava e Grazia Di Michele, Tommaso Paradiso, Giacomo Celentano, Valeria Marini, Eugenio in Via Di Gioia, Loredana Errore, Mietta, Tiromancino, Myss Keta, Giusy Ferreri, Rocco Hunt, Ana Mena, Statuto, Donatella Rettore, Dolcenera, Le Deva, The Kolors, Federico Rossi, Fausto Leali, Marcella Bella, Nomadi, Renzo Rubino, Giovanni Caccamo, Maldestro, Marco Carta, Pago, Simona Molinari, Nina Zilli, Alex Britti e Zero Assoluto Sebbene anche il nome dei Fast Animals and Slow Kids sia stato citato in diversi articoli, il frontman Aimone Romizi ha in seguito smetito la partecipazione del gruppo. Cristiano Malgioglio e Iva Zanicchi hanno scelto di ritirare la propria candidatura, il primo per lasciare spazio ad un artista più giovane e l'altra per problemi di salute.
Fra i finalisti di Sanremo Giovani 2020 vi sono anche Hu e Le Larve, mentre tra i semifinalisti di Amasanremo c'è Ginevra (co-autrice del brano di Noemi). Fra i 61 artisti che non hanno superato le audizioni dal vivo figurano Tananai, La Municipàl, Martina Attili, Enula e The André. Tra i 61 artisti approdati alle audizioni finali di Area Sanremo TIM 2020 vi è la cantautrice Elasi.

## Ascolti

### Festival di Sanremo 2021
Risultati di ascolto delle varie serate, secondo rilevazioni Auditel.
| Serata             | Messa in onda      | I parte        | I parte | II parte       | II parte | Media ponderata | Media ponderata |
| Serata             | Messa in onda      | Telespettatori | Share   | Telespettatori | Share    | Telespettatori  | Share           |
| ------------------ | ------------------ | -------------- | ------- | -------------- | -------- | --------------- | --------------- |
| I                  | 2 marzo 2021       | 11176000       | 46,4%   | 4212000        | 47,8%    | 8363000         | 46,6%           |
| II                 | 3 marzo 2021       | 10113000       | 41,2%   | 3966000        | 45,7%    | 7586000         | 42,1%           |
| III                | 4 marzo 2021       | 10596000       | 42,4%   | 4369000        | 50,6%    | 7653000         | 44,3%           |
| IV                 | 5 marzo 2021       | 11115000       | 43,3%   | 4980000        | 48,2%    | 8014000         | 44,7%           |
| Finale             | 6 marzo 2021       | 13203000       | 49,94%  | 7730000        | 62,47%   | 10715000        | 53,5%           |
| Media delle serate | Media delle serate | 11240600       | 44,65%  | 5051400        | 50,95%   | 8466000         | 46,24%          |

Il picco di ascolto assoluto della puntata finale è stato di 14419000 telespettatori, registrato alle 21:36 durante l'esibizione di Ermal Meta con Un milione di cose da dirti, mentre il picco di share è stato del 79% alle 2:30 durante la proclamazione del vincitore.
Quest'edizione ha registrato ascolti complessivamente inferiori rispetto alle edizioni più recenti, in particolare quella precedente, pur con una ripresa nella serata finale. Tuttavia, va sottolineato il notevole incremento nella fascia di età 15-24 anni e il successo mediatico dell'evento sul web: molti argomenti relativi al Festival, infatti, sono diventati trending topic mondiali sui social network, le canzoni hanno avuto un maggiore successo sulle piattaforme di streaming musicale (come ad esempio Spotify) rispetto all'edizione precedente e si è verificato un notevole aumento delle visualizzazioni della manifestazione sul sito RaiPlay.

### PrimaFestival
| Puntata | Messa in onda    | Ascolti        | Ascolti |
| Puntata | Messa in onda    | Telespettatori | Share   |
| ------- | ---------------- | -------------- | ------- |
| 1       | 27 febbraio 2021 | 4 134 000      | 16,20%  |
| 2       | 28 febbraio 2021 | 5 044 000      | 19,30%  |
| 3       | 1º marzo 2021    | 4 749 000      | 17,67%  |
| 4       | 2 marzo 2021     | 7 841 000      | 27,80%  |
| 5       | 3 marzo 2021     | 7 091 000      | 25,70%  |
| 6       | 4 marzo 2021     | 7 094 000      | 25,60%  |
| 7       | 5 marzo 2021     | 6 910 000      | 25,70%  |
| 8       | 6 marzo 2021     | 8 114 000      | 30,60%  |
| Media   | Media            | 6 372 000      | 23,57%  |

## Curiosità
- A causa delle misure di contenimento e prevenzione di contagio da COVID-19, quella del 2021 è stata la prima e finora unica edizione del Festival di Sanremo senza pubblico in sala.[57][22]
  - Per il medesimo motivo, il Festival si è tenuto interamente nel mese di marzo, circostanza che non accadeva dal 2005.[21]
- Per la prima volta artisti nati nel terzo millennio hanno preso parte alla sezione principale del Festival: si tratta di Madame (2002), Random (2001) e il chitarrista dei Måneskin Thomas Raggi (2001).[190]
  - Thomas Raggi è dunque il primo vincitore del Festival nato nel terzo millennio.
- Victoria De Angelis, bassista dei Måneskin, è la prima musicista di un gruppo a vincere il Festival.
- I Måneskin sono il settimo artista vincitore della sezione principale del Festival di Sanremo ad aver partecipato ad un talent show dopo Marco Carta nel 2009, Valerio Scanu nel 2010, Emma nel 2012, Marco Mengoni nel 2013, Il Volo nel 2015 e Mahmood nel 2019; nel 2017 infatti il gruppo aveva partecipato all'undicesima edizione del talent show X Factor Italia.
  - Manuel Agnelli, artista con cui i Måneskin hanno duettato nella serata delle cover, è stato il giudice del gruppo durante la suddetta edizione.
- Ermal Meta ha vinto la serata delle cover e si è classificato terzo nella classifica finale, proprio come nel 2017.
- Irama non ha potuto esibirsi dal vivo a causa della quarantena obbligatoria dovuta alla positività al COVID-19 di due membri del suo staff, tuttavia non è stato escluso grazie ad una modifica in itinere del regolamento. È la terza volta nella storia del Festival che un artista non riesce ad esibirsi ma rimane comunque in gara. Nel 1955 Claudio Villa fu colpito da un'improvvisa faringite proprio il giorno della finale, costringendo gli organizzatori a mandare in radiodiffusione la registrazione fonografica del suo brano Buongiorno tristezza.[191] Nel 2010 invece l'allora quindicenne Jessica Brando, in gara per la sezione Nuova Generazione, non ha potuto esibirsi per il sopraggiungere della mezzanotte (la legge sulla tutela dei minori in televisione infatti proibisce di mostrare questi ultimi in pubblico dal vivo una volta passato il suddetto orario); al suo posto è stata quindi mandata in onda la registrazione delle sue prove.[192]
  - Dei tre artisti sopracitati, Irama è l'unico a non essere mai riuscito a calcare l'Ariston durante la diretta televisiva della rispettiva edizione.
- Per la terza volta nella sua carriera, Annalisa è il primo artista dei Campioni ad esibirsi nella quarta serata del Festival; era già accaduto nel 2015 e nel 2016.

## Trasmissione dell'evento
| Area                     | Rete                |
| ------------------------ | ------------------- |
| Italia                   | Rai 1               |
| Italia                   | Rai Radio 2         |
| Italia                   | RaiPlay             |
| Italia (resto del mondo) | Rai Italia          |
| Unione europea           | Eurovisione         |
| Albania                  | RTSH Muzikë, RTSH 2 |

## Classifiche

### Singoli
| Artista                        | Singolo                     | Italia | Italia (Certificazioni vendite FIMI) | Vendite  | Svizzera |
| ------------------------------ | --------------------------- | ------ | ------------------------------------ | -------- | -------- |
| Colapesce Dimartino            | Musica leggerissima         | 1      | Platino (5)                          | 350.000+ | 35       |
| Francesca Michielin e Fedez    | Chiamami per nome           | 1      | Platino (3)                          | 210.000+ | 19       |
| Måneskin                       | Zitti e buoni               | 2      | Platino (5)                          | 350.000+ | 2        |
| Madame                         | Voce                        | 2      | Platino (4)                          | 280.000+ | 92       |
| Irama                          | La genesi del tuo colore    | 3      | Platino (3)                          | 210.000+ | 75       |
| Coma_Cose                      | Fiamme negli occhi          | 6      | Platino (2)                          | 140.000+ | —        |
| Annalisa                       | Dieci                       | 7      | Platino (2)                          | 140.000+ | —        |
| Willie Peyote                  | Mai dire mai (la locura)    | 8      | Platino                              | 70.000+  | —        |
| Fasma                          | Parlami                     | 9      | Platino (2)                          | 200.000+ | —        |
| Ermal Meta                     | Un milione di cose da dirti | 10     | Oro                                  | 35.000+  | —        |
| La Rappresentante di Lista     | Amare                       | 11     | Platino                              | 70.000+  | —        |
| Noemi                          | Glicine                     | 12     | Platino                              | 70.000+  | —        |
| Aiello                         | Ora                         | 14     | Oro                                  | 35.000+  | —        |
| Lo Stato Sociale               | Combat pop                  | 15     | —                                    | —        | —        |
| Arisa                          | Potevi fare di più          | 16     | Oro                                  | 35.000+  | —        |
| Gaia                           | Cuore amaro                 | 17     | Oro                                  | 35.000+  | —        |
| Fulminacci                     | Santa Marinella             | 19     | Oro                                  | 35.000+  | —        |
| Malika Ayane                   | Ti piaci così               | 23     | —                                    | —        | —        |
| Random                         | Torno a te                  | 26     | —                                    | —        | —        |
| Ghemon                         | Momento perfetto            | 27     | —                                    | —        | —        |
| Gio Evan                       | Arnica                      | 28     | —                                    | —        | —        |
| Max Gazzè                      | Il farmacista               | 30     | —                                    | —        | —        |
| Gaudiano                       | Polvere da sparo            | 33     | —                                    | —        | —        |
| Bugo                           | E invece sì                 | 36     | —                                    | —        | —        |
| Francesco Renga                | Quando trovo te             | 39     | —                                    | —        | —        |
| Orietta Berti                  | Quando ti sei innamorato    | 56     | —                                    | —        | —        |
| Extraliscio con Davide Toffolo | Bianca luce nera            | 58     | —                                    | —        | —        |
| Wrongonyou                     | Lezioni di volo             | 66     | —                                    | —        | —        |
| Folcast                        | Scopriti                    | 68     | —                                    | —        | —        |
| Davide Shorty                  | Regina                      | 81     | —                                    | —        | —        |
| Dellai                         | Io sono Luca                | —      | —                                    | —        | —        |
| Elena Faggi                    | Che ne so                   | —      | —                                    | —        | —        |
| Avincola                       | Goal!                       | —      | —                                    | —        | —        |
| Greta Zuccoli                  | Ogni cosa sa di te          | —      | —                                    | —        | —        |

Inoltre 4 brani entrano nella classifica settimanale “Billboard Global Excl. U.S.” stilata da Billboard che considera i 200 pezzi più ascoltati in streaming e venduti in digitale al mondo, esclusi gli Stati Uniti: Chiamami per nome alla posizione 100, Zitti e buoni alla 106, Musica leggerissima alla 120 e Voce alla 146.
Tre brani sanremesi riescono a posizionarsi all'interno della Top 200 Spotify Global riferita alla settimana 3-11 marzo 2021: Zitti e buoni alla posizione 153, Voce alla 158, Chiamami per nome alla 170.

### Album
| Artista                    | Album                          | Italia | Italia (Certificazioni vendite FIMI) | Vendite  |
| -------------------------- | ------------------------------ | ------ | ------------------------------------ | -------- |
| Måneskin                   | Teatro d'ira - Vol. I          | 1      | Platino (5)                          | 250.000+ |
| Madame                     | Madame                         | 1      | Platino (4)                          | 200.000+ |
| Fedez                      | Disumano                       | 1      | Platino (4)                          | 200.000+ |
| Ermal Meta                 | Tribù urbana                   | 1      | —                                    | —        |
| Annalisa                   | Nuda10                         | 2      | Platino                              | 50.000+  |
| AA.VV.                     | Sanremo Compilation 2021       | 2      | —                                    | —        |
| Colapesce Dimartino        | I mortali                      | 3      | Oro                                  | 25.000+  |
| Aiello                     | Meridionale                    | 4      | —                                    | —        |
| Max Gazzè                  | La matematica dei rami         | 4      | —                                    | —        |
| Fulminacci                 | Tante care cose                | 5      | Oro                                  | 25.000+  |
| La Rappresentante di Lista | My Mamma                       | 5      | Oro                                  | 25.000+  |
| Coma_Cose                  | Nostralgia                     | 5      | —                                    | —        |
| Francesca Michielin        | Feat (fuori dagli spazi)       | 7      | Oro                                  | 25.000+  |
| Ghemon                     | E vissero feriti e contenti    | 8      | —                                    | —        |
| Malika Ayane               | Malifesto                      | 9      | —                                    | —        |
| Gio Evan                   | Mareducato                     | 14     | —                                    | —        |
| Noemi                      | Metamorfosi                    | 17     | Oro                                  | 25.000+  |
| Gaia                       | Alma                           | 18     | —                                    | —        |
| Bugo                       | Bugatti Cristian               | 21     | —                                    | —        |
| Arisa                      | Ero romantica                  | 36     | —                                    | —        |
| Lo Stato Sociale           | Attentato alla musica italiana | 42     | —                                    | —        |
| Random                     | Nuvole                         | 45     | —                                    | —        |
| Orietta Berti              | La mia vita è un film          | —      | —                                    | —        |
| Extraliscio                | È bello perdersi               | —      | —                                    | —        |
| Wrongonyou                 | Sono io                        | —      | —                                    | —        |

### Passaggi radiofonici
| Artista                        | Canzone                     | Posizione massima | Posizione massima            | Posizione massima                 |
| Artista                        | Canzone                     | Sanremo Big 2021  | Airplay italiano (nazionale) | Airplay italiano (internazionale) |
| ------------------------------ | --------------------------- | ----------------- | ---------------------------- | --------------------------------- |
| Colapesce Dimartino            | Musica leggerissima         | 1                 | 1                            | 1                                 |
| Francesca Michielin e Fedez    | Chiamami per nome           | 2                 | 2                            | 2                                 |
| Gaia                           | Cuore amaro                 | 3                 | 5                            | 9                                 |
| Noemi                          | Glicine                     | 4                 | 5                            | 8                                 |
| Irama                          | La genesi del tuo colore    | 5                 | 2                            | 2                                 |
| Måneskin                       | Zitti e buoni               | 6                 | 7                            | 11                                |
| Annalisa                       | Dieci                       | 7                 | 4                            | 7                                 |
| Ermal Meta                     | Un milione di cose da dirti | 8                 | 17                           | 29                                |
| Madame                         | Voce                        | 9                 | 9                            | 16                                |
| Willie Peyote                  | Mai dire mai (la locura)    | 10                | 13                           | 20                                |
| La Rappresentante di Lista     | Amare                       | 11                | 4                            | 7                                 |
| Malika Ayane                   | Ti piaci così               | 12                | —                            | —                                 |
| Max Gazzè                      | Il farmacista               | 13                | 19                           | —                                 |
| Francesco Renga                | Quando trovo te             | 14                | —                            | —                                 |
| Fulminacci                     | Santa Marinella             | 15                | 27                           | —                                 |
| Coma_Cose                      | Fiamme negli occhi          | 16                | 8                            | 13                                |
| Arisa                          | Potevi fare di più          | 17                | 20                           | —                                 |
| Aiello                         | Ora                         | 18                | —                            | —                                 |
| Fasma                          | Parlami                     | 19                | —                            | —                                 |
| Lo Stato Sociale               | Combat pop                  | 20                | —                            | —                                 |
| Ghemon                         | Momento perfetto            | 21                | —                            | —                                 |
| Bugo                           | E invece sì                 | 22                | 39                           | —                                 |
| Orietta Berti                  | Quando ti sei innamorato    | 23                | —                            | —                                 |
| Gio Evan                       | Arnica                      | 24                | 40                           | —                                 |
| Random                         | Torno a te                  | 25                | —                            | —                                 |
| Extraliscio con Davide Toffolo | Bianca luce nera            | 26                | —                            | —                                 |
| Gaudiano                       | Polvere da sparo            | —                 | 42                           | —                                 |

## Eurovision Song Contest

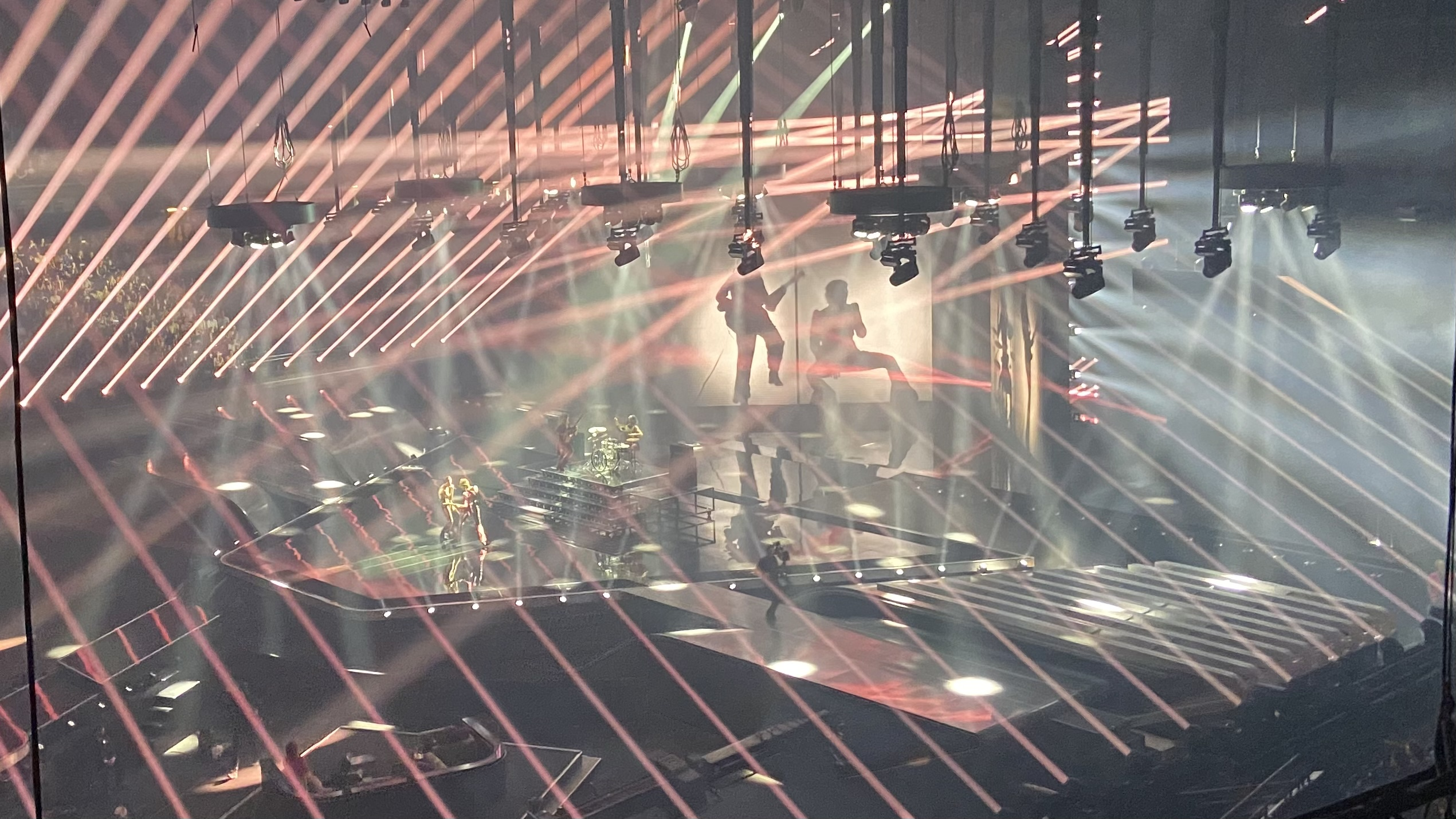
I Måneskin durante le prove della finale dell'Eurovision Song Contest 2021 a Rotterdam, nei Paesi Bassi.

Come da regolamento, al vincitore della sezione Campioni del Festival è stata offerta la possibilità di rappresentare l'Italia all'Eurovision Song Contest. Il 7 marzo 2021, durante la consueta conferenza stampa dei vincitori tenutasi il giorno dopo a finale, i Måneskin hanno ufficialmente comunicato di voler prendere parte all'Eurovision Song Contest 2021. Il 16 marzo il gruppo ha pubblicato una versione ridotta e leggermente modificata del brano Zitti e buoni, confermando così la canzone vincitrice del Festival come brano scelto per la manifestazione canora europea. Poiché l'Italia fa parte delle Big Five, la band si è automaticamente qualificata per la finale.
Il 22 maggio 2021, i Måneskin si sono esibiti per ventiquattresimi presso il Rotterdam Ahoy di Rotterdam, nei Paesi Bassi, in occasione della finale dell'evento. Dopo aver ottenuto 206 punti e un quarto posto per le giurie nazionali, la band è risultata essere l'artista preferito dal pubblico a casa, guadagnando 318 punti al televoto e vincendo la kermesse canora con un totale di 524 punti. In termini di punteggio, quello dei Måneskin nel 2021 è ancora oggi il miglior risultato italiano alla kermesse. Nello specifico, l'Italia ha ricevuto i celebri douze points da parte delle giurie nazionali di Croazia, Georgia, Slovenia e Ucraina e dal televoto di Bulgaria, Malta, San Marino, Serbia e Ucraina.
La vittoria dei Måneskin, la terza dell'Italia nella rassegna dopo quella di Gigliola Cinquetti nel 1964 e di Toto Cutugno nel 1990, ha permesso al Paese di organizzare l'edizione successiva.